# Dál gCais
Les Dál gCais ou Dál Cais , également connus sous le nom de  Dalcassiens, est le nom d'un groupe dynastique de septs établis dans le Nord du Munster, le futur « Tuadmumu » i.e comté de Thomond et l'actuel comté de Clare qui acquiert  une importance politique prééminente à partir du  Xe siècle en  Irlande.

## Origine
L'ancêtre éponyme mythique des  Dal Cais est Cormac Cas, ou plutôt Cas mac Conall Echlúath, le terme « Dál », signifie « portion ou part » de  Cas. Dans les anciens temps pour des raisons d'opportunité politique ils prétendaient  que  Cas était de frère du mythique Éogan Mór, fils d'Ailill Aulom, de qui les dynasties Eóganachta  traçaient leur origine. Les Eóganachta étaient en réalité les descendants putatifs  d'un plus tardif Conall Corc mac Lugaid et les deux revendications de noms de tribus étaient sans doute liées à la mythologie des origines dans le  Munster.
Le Tuadmumu ou Thomond  demeure  le centre du pouvoir des Dál gCais et de ses septs ; il est particulièrement associé avec la Famille O'Brien (irlandais: Ua Briain, Ó Briain), et aux descendants du fameux Brian Bóruma, Ard ri Érenn (mort en 1014), qui y règnent comme roi des années 930 à 1543, et depuis 1543 jusqu'à nos jours avec le titre de  Baron Inchiquin.
L'actuel  Myles John O'Brien Conor  18e Baron d'Inchiquin, descend à la 32e génération de  Brian. Il est également connu simplement comme « Le O'Brien », et le « Chef du Nom » prince de Thomond (anglais: Chief of the Name, Prince of Thomond).

## Historique
L'adoption du nom  Dál gCais et la montée en puissance du pouvoir de la dynastie commence au cours du Xe siècle à une époque de transition dans le royaume de Munster. En effet après la mort du roi Rebachán mac Mothlai, le prépondérance des Déisi Tuisceart passe du sept  Uí Óengusso  à leur cousin les Uí Thairdelbaig.
C'est à cette époque que Cennétig mac Lorcáin, se proclame lui-même  roi de Thomond, et que les Dál gCais, commencent à contester la prééminence des Eóganachta; bien qu'il essuie une  défaite en 944 lors de la bataille de Gort Rotacháin devant  le roi Munster Cellachán Caisil. La raison de cette revendication a fait l'objet de plusieurs hypothèses et semble finalement  liée à l'appui politique des  Uí Néill, qui voulaient utiliser les Dál gCais afin d'affaiblir le pouvoir des Eóganachta.
Les descendants de Cennétig poursuivent la voie tracée par leur père qui de son vivant avait vu sa fille  Órlaith devenir reine consort d'Irlande en épousant  Donnchad Donn, l'Ard ri Erenn du Clan Cholmáin  issu des  Uí Néill du Sud
Mathgamain mac Cennétig est le premier Dál gCais à devenir roi de  Munster, après avoir occupé le Rock of Cashel en expulsant Máelmuad mac Brain l'Eóganachta. Peu après, il est défait par les vikings sous le commandement de  Ivarr de Limerick lors de  Bataille de Sulcoit en 968.
Après la capture de  Mathgamain par Donnubán mac Cathail et son meurtre par Máel Muad en 976, les Eóganachta retrouvent provisoirement le trône de Cashel pour deux ans mais Brian Boru le jeune frère de Mathgamain, met au service de sa vengeance ses capacités guerrières hors du commun qui le mèneront jusqu'à déposséder les Uí Néill de leur titre symbolique d'Ard ri Erenn

## Généalogie
```
  Conall Echlúath
  |
  |
  Cas
  |
  |_____________________
  |                  |
  |                  |
  Caisséne           Blat
 (Uí Chaisséne)     (Uí Blait)
  |                  |
  |                  |_____________________
  Cáirthenn          |                   |
  |                  |                   |
  6                  Brénainn Bán        Cáirthenn Finn
  |                  |                   |
  Nárgalach         (Muinter Bruig)      |____________
 (Síl Nárgalaíg)    (Ua Maol Dhómhnaigh) |          |
  |                                      |          |
  |_________________                     Óengus     Eochu Ballderg
  |               |                  (Uí Óengusso)  |
  |               |                      |          |__________________
  Corerán         Marcín                 Rónan      |          |
 (Uí Chellaig)   (Uí Sída)               |          |          |
 (Uí Cholmáin)   (Uí Rodáin)             |          Conall     Conall Cáem
                 (Uí Chiunáin)  _________|          |          |
                 (Uí Láega)     |        |          |          |
                                |        |          Fíán       Áed
                              Dímma  Máel Cáith     |          |
                                         |    (Uí Fallamain)   |
                                         |                     Aithirne
                                     Róngaile                  |
                                   (Uí Róngaile)               |
                                         |                     Cathal ?
                                   Dubh dá Leithe              |
                                  (Uí Chormacáin)              |
                                   (Uí Loingsig)          Tairdelbaig
                                   (Uí Uainidi)         (Uí Thairdelbaig)
                                                               |
  _____________________________________________________________|
  |         |                          |                 |
  |         |                          |                 |
  Flannán   Eochu                      Ailgel       Mathgamain
  Sanctus  (Uí Echach)              (Uí Aingile)         |
            |                          |                 |
  __________|__________________        Eochu             Anulaun
  |             |          |           |                       |
  |             |          |           |______________         |
  Conall    Animchad   Aurthuile       |             |       Corc
 (áes Cluana)   |          |           |             |          |
  |             6          3           Fócarta       Scandlán   |
  4             |          |          Uí Magair)  (Uí Scandlán) Lachtna
  |     (Meic Cétfada)  (Uí Chuinn) (Uí Árotháin)     |         |
  Énna   (Meic Cormaic)                           (Uí Aichir)   |
(Uí Énna)                                         (Uí Thaidc)  Lorcán
                                                                 |
  _______________________________________________________________|
  |                                                  |
  |                                                  |

Cennétig mac Lorcáin
  † 951.                    Coscrach
  |                                                  |
  |                           _______________________|_______________________
  |                           |                      |                      |
  |                           |                      |                      |
  |                           Maine               Aingid                  Aitheir
  |                           |                      |                      |
  |                           |                      |                      |
  |                 Cathal, abbé  Killaloe,  Coscrach, abbé  Killaloe,     Ogan
  |                       †  1013               †  1040               (Ua hOgain)
  |
  |____________________________________________________________
  |                          |                                |
  |                          |                                |

Brian Boru
, Rí Éire    Marcán, abbé  de Terryglass,     Donncuan
(Ua Briain)               Inis Cealtra & Killaloe; †  1010    |
  |__________________                   ______________________|_____________
  |              |                      |         |           |         |
  |              |                      |         |           |         |

Tagd mac Briain
  
Donnchad mac Briain
 Céilchair    Londgargán  Cennétig  Connaig
  |                               abb.Terryglass  |           |         |
  |                                   † 1008      |           |         |

Toirdhealbhach
                                   Annud         Find      Dúnadach
  †  1086
```

## Sources
- (en) Cet article est partiellement ou en totalité issu de l’article de Wikipédia en anglais intitulé « Dál gCais » (voir la liste des auteurs), édition du 23 avril 2012.
- (en) Edel Bhreathnach (sous la direction) The Kingship and landscape of Tara.Fours Courts Press for The Discovery Programme Dublin (2005), p. 194 & Table 9: « Early Éoganachta » p. 356-357
- (en) Francis John Byrne, Irish Kings and High-Kings. Four Courts Press  Dublin (2001). 2e édition  (ISBN 1851821961).
- (en) T.W. Moody, F.X. Martin, F.J. Byrne A new history of Ireland  tome IX « Kings of Munster ( Éoganacht) to 1024 » p. 136 &  « Dál Cais Kings of Munster and Thomond 951-1194 »  p. 137.
- (en) Duffy, Seán (2004), Medieval Ireland: An Encyclopedia, Routledge,  (ISBN 0415940524)
- (en) Koch, John (2006), Celtic Culture: A Historical Encyclopedia, ABC-CLIO,  (ISBN 1851094407)
- (en) Rynne, Etienne (1967), North Munster Studies: Essays in Commemoration of Monsignor Michael Moloney, Thomond Archaeological Society
- (en) Bart Jaski, The (legendary) rise of Dál Cais, in: Duffy, Seán (ed.), Medieval Dublin XVI: proceedings of Clontarf 1014–2014: national conference marking the millennium of the Battle of Clontarf, Dublin: Four Courts Press, 2017. p.  15–61.